# Sphaeropthalma yumaella
Sphaeropthalma yumaella (лат.) — вид ос-немок из подсемейства Sphaeropthalminae. 

## Распространение
Северная Америка: США (Аризона, Калифорния, Невада) и северная Мексика (Baja California).

## Описание
Осы-немки с бескрылыми самками (самцы крылатые). Голова и грудь оранжево-коричневые. От близких видов отличаются следующими признаками: у самцов этого вида сильно иссеченные жвалы, отсутствуют мезостернальные отростки, маргинальная ячейка переднего крыла короче стигмы, первый сегмент метасомы сидячий со вторым сегментом, гениталии с длинным толстым цилиндрическим кусписом, который сужается к вершине и имеет большую базальную ямку на внутреннем крае. Грудь самок грушевидной формы. Коготки лапок без зубцов.
Предположительно как и другие виды рода паразитоиды куколок ос и пчёл.

## Классификация
Вид был впервые описан в 1958 году американским энтомологом R. M. Schuster (Корнеллский университет, Итака, Нью-Йорк, США). Видовой статус подтверждён в ходе ревизии, проведённой в 2015 году американскими энтомологами Джеймсом Питтсом и Эмили Садлер (Department of Biology, Университет штата Юта, Логан, США). Включён в состав видовой группы S. brachyptera species-group вместе с видами S. brachyptera, S. noctivaga, S. sublobata и другими.